# イノテックスビジネスソリューションズ
イノテックスビジネスソリューションズ株式会社（Innotex Business Solutions Co., Ltd. ）は東京都港区に本社を置く、法人や建設現場、各種イベント向けに、ICT機器の販売とドキュメントサービス、ICT機器のメンテナンスとレンタル及びロジスティックス業務 を行う企業である。1973年9月創立、1975年9月より福岡県福岡市にて計算機・複写機(10円コピーサービス）の販売を開始。主にコンビニエンスストアのコピーサービス・コピー機・複合機の販売と自社メンテナンスを主軸とし、2000年以降、法人向けオフィス複合機のリース・販売・レンタル、ICT機器の販売・レンタルを開始。
2022年4月コーユーイノテックス株式会社にグループイン。

## 沿革
- 1973年（9月）- 前身であるサンエービーエム販売を創業
- 1975年（9月）- 福岡県福岡市にて計算機・複写機の販売を営む
- 1981年（8月）- 福岡県福岡市にて10円コピーサービスを開始
- 1983年（3月）- 東京都国分寺市に国分寺営業所　設立
- 1983年（3月）-横浜市神奈川区に横浜営業所　設立
- 1983年（3月）-横浜市神奈川区に横浜営業所　設立
- 1984年（7月） - 東京都品川区に東日本本部　設立
- 1993年（10月） - 東京都千代田区に本部を移転
- 1998年（7月） - コンビニエンスストアでカラーコピーサービスを開始
- 1999年（1月） - 大阪市淀川区に大阪法人営業部　設立
- 2000年（4月） - サンエービーエム販売株式会社から「株式会社ジービーエス」に社名変更
- 2001年（1月） - 東京都千代田区に東京法人サービス課　設立
- 2001年（8月） - 大阪市淀川区に大阪法人サービス課　設立
- 2003年（2月） - コンビニエンスストアで次世代カラーコピー機の新コンテンツサービス開始
- 2003年（4月） - 大阪法人営業部・サービス部を大阪市北区に移転
- 2003年（5月） - 東京都中央区にカインドビジネス東京　設立
- 2003年（5月） - 大阪府摂津市にカインドビジネス大阪　設立名
- 2006年（6月） - 大阪市北区の大阪法人営業部北営業所を新たに西日本法人営業部とする
- 2006年（6月） - 東京都千代田区麹町に本社所在地を移転
- 2006年（6月） - 東京法人営業部千代田営業所を新たに東日本法人営業部とする
- 2007年（11月） - コンビニエンスストアで第3世代カラーコピー機の導入を開始、さらに多彩なコンテンツを搭載したハイグレード機の市場展開を推進する
- 2010年（11月） - 横浜市都筑区へ横浜サービスセンター　 設立
- 2010年（11月）- 東京都武蔵野市へ西東京サービスセンター　 設立
- 2011年（4月）- 東京都千代田区二番町へ本社/東日本法人営業部を移転
- 2012年（4月） - 東京都新宿区へ東京サービスセンター　 設立
- 2012年（6月） - 東京都江東区へ東東京サービスセンター　 設立
- 2012年（12月） - 大阪市中央区に大阪南サービスセンター　設立
- 2012年（6月） - 東京都江東区へ東東京サービスセンター　 設立
- 2014年（4月） - ICT機器の販売・レンタルを開始
- 2015年（4月） - 大阪市阿倍野区へ大阪南サービスセンターを移転
- 2016年（7月） - メンテナンスサービス部門を分離し分社化『株式会社ジービーエスシステムズ』　設立
- 2016年（7月） - ネットワーク構築部門　設立
- 2018年（10月） - IBSひかり事業　開始
- 2022年（4月） - コーユーイノテックス株式会社にグループイン
- 2022年（8月） - 西日本法人営業部・西日本コールセンター・大阪中央サービス　移転
- 2022年（12月） - ジービーエス本社・ジービーエスシステムズ本社・東日本法人営業部・東日本コールセンター・レンタル関連事業部東日本　移転
- 2023年（10月） - GBSグループ合併に伴う社名変更「イノテックスビジネスソリューションズ株式会社」へ

## 事業所一覧
- 本社（東京都港区）
- 関西支社（大阪市北区）

法人営業部
- 東日本ソリューション営業部（東京都港区）
- 西日本ソリューション営業部（大阪市北区）

レンタル事業部
- 東日本レンタルソリューショングループ（東京都港区）
- 西日本レンタルソリューショングループ（大阪市北区）

サービスセンター

首都圏ソリューションサービスグループ
- 東京中央ソリューションサービスセンター（東京都千代田区）
- 東京ソリューションサービスセンター（東京都新宿区）
- 東東京ソリューションサービスセンター（東京都江東区）
- 西東京ソリューションサービスセンター（東京都武蔵野市）
- 横浜ソリューションサービスセンター（横浜市都筑区）

近畿圏ソリューションサービスグループ
- 大阪中央ソリューションサービスセンター（大阪市北区）
- 大阪ソリューションサービスセンター（大阪府都筑区）
- 大阪南ソリューションサービスセンター（大阪市阿倍野区）

物流
- 東京ロジステックセンター（東京都江東区）
- 大阪ロジステックセンター（大阪府都筑区）

## 事業内容
- 複合機の販売及びレンタル（複合機の消耗品の販売、保守管理業務、据付けおよび導入指導）
- ICT機器の販売及びレンタル（パソコン、タブレット端末、ビジネスフォン、ネットワーク機器、ネットワークセキュリティ機器、デジタルサイネージ、AIサーマルカメラ、監視カメラ、プリンター、複合機、業務用空調機、業務用クーラー等）
- 光回線サービス・ひかりプロバイダー

## 社名の由来
コーユーイノテックスの子会社としてのブランド確立と、グループとしての一体感を図り「イノテックスビジネスソリューションズ株式会社」とする。
ロゴマークはイニシャル「ＩＢＳ」を用い、お客様の伴走者として進み続ける姿を表現したロゴマークである。「Ｉ」「Ｂ」「Ｓ」の文字を組み合わせ、走る姿へと構成。 カラーはコーポレートカラーである赤とグレーで、情熱と信頼・技術をイメージしたものとなっている。

## 企業理念（レンティアグループ）
レンティアグループは　顧客を創造し　社業発展　進歩を図り　社会に貢献する

## 経営理念
三方よしを基本とし、お客様にとってコンビニエントで常に必要とされる企業であり続ける

## 取得認証規格
古物商許可証
- 東京都公安委員会第301131307948号
- 大阪府公安委員会第622350133875号
- DX 認定事業者